# Hypocrita aletta
Hypocrita aletta là một loài bướm đêm thuộc phân họ Arctiinae, họ Erebidae.